# Abarema villifera
Abarema villifera es una especie de planta de la familia Fabaceae. Es endémica de Brasil, Guyana, Surinam, y de Venezuela, nativa de la Amazonia. 

## Taxonomía
Abarema villifera fue descrita por (Rose & Leonard) Barneby & J.W.Grimes y publicado en Memoirs of The New York Botanical Garden 74(1): 108. 1996.
Sinonimia
- Pithecellobium villiferum Ducke1
- Pithecolobium villiferum Ducke1[5]